# Merzhausen
Merzhausen (alemannisch Merzhuse) ist eine Gemeinde im Landkreis Breisgau-Hochschwarzwald in Baden-Württemberg (Deutschland). Der Sitz der Verwaltungsgemeinschaft Hexental befindet sich in Merzhausen.

## Geografie

### Lage
Merzhausen liegt am Westrand des Südschwarzwalds und schließt sich im Norden und Osten nahtlos an die Stadt Freiburg an und bildet das Tor zum Hexental. Im Süden grenzt sie an die Gemeinde Au, die wie sie zur Verwaltungsgemeinschaft Hexental gehört und im Westen an die Gemeinde Ebringen.
Merzhausen ist die kleinste Gemeinde im Landkreis. Aufgrund der kleinen Gemarkung hat sie auch die höchste Bevölkerungsdichte, die auch über der von Freiburg liegt.

### Landschaft
Am Fuße von Schönberg und Schauinsland im Hexental gelegen, gehört Merzhausen naturräumlich zum Hochschwarzwald und zum Markgräfler Hügelland. Die Gemeinde liegt auf einer Höhe von 254 bis 538 m.

### Gemeindegliederung
Die Gemeinde besteht aus dem Dorf Merzhausen und dem Schloss Jesuitenschloss.

## Geschichte
Merzhausen wurde erstmals am 26. Dezember 786 erwähnt, als der vornehme Grundbesitzer Heimo und seine Tochter Svanahilt Güter an die Abtei St. Gallen schenkten. Im Laufe des 14. Jahrhunderts gelangte der Ort unter habsburgisch-österreichische Landeshoheit. Nachdem diverse Freiburger Adelsgeschlechter den Ort als Grundherrschaft besessen hatten, erwarb ihn 1635 das Freiburger Jesuitenkloster. Nach Aufhebung des Ordens im Jahr 1773 ging er an die Familie Schnewlin Bernlapp von Bollschweil über und nach deren Erlöschen 1838 an das Geschlecht Schauenburg. Nachdem die österreichische Landesherrschaft 1803 an die habsburgische Nebenlinie Österreich-Este übergegangen war, fiel der Ort 1806 mit dem gesamten Breisgau an das neu errichtete Großherzogtum Baden.

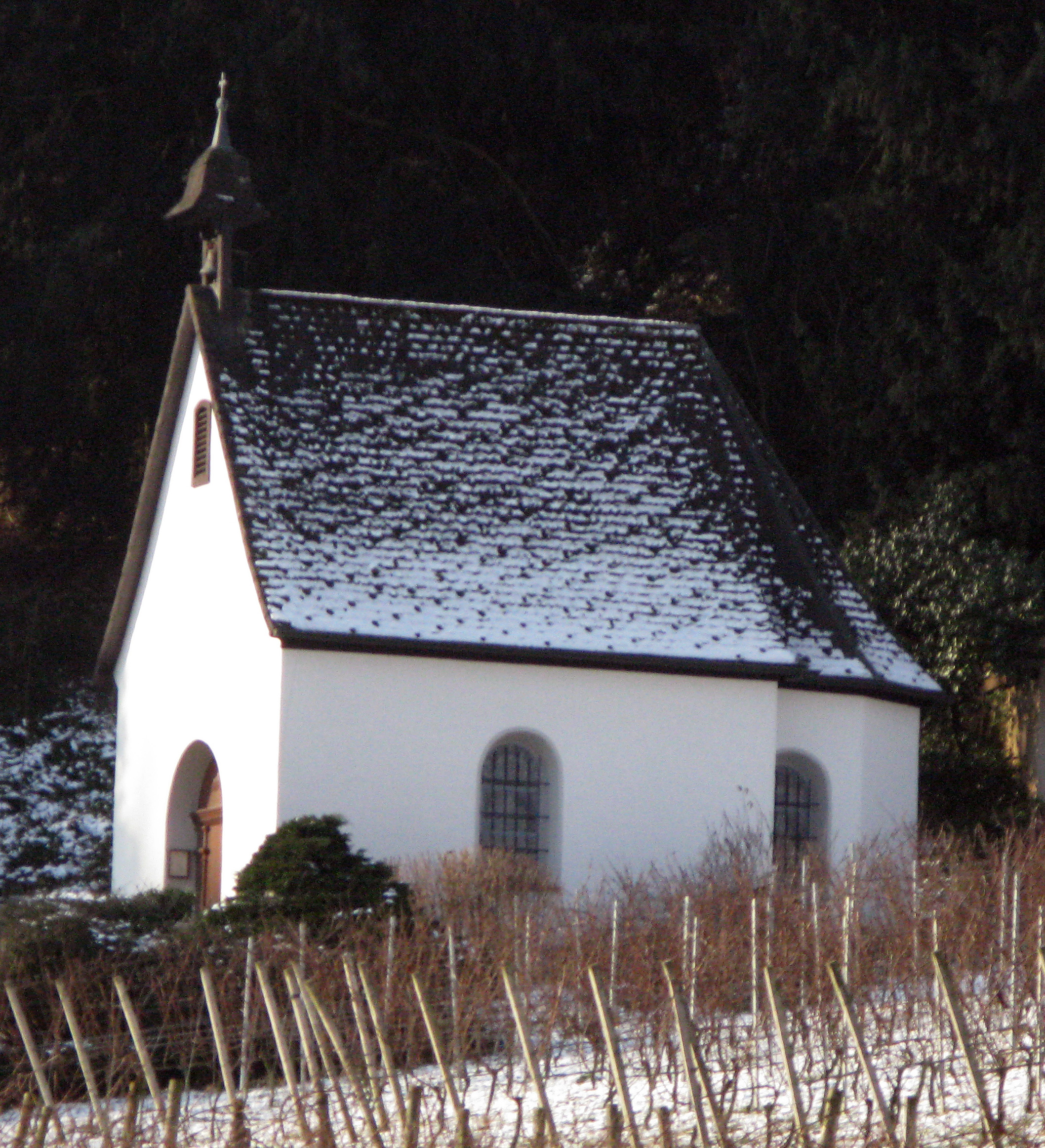
Schönstattkapelle

## Religionen

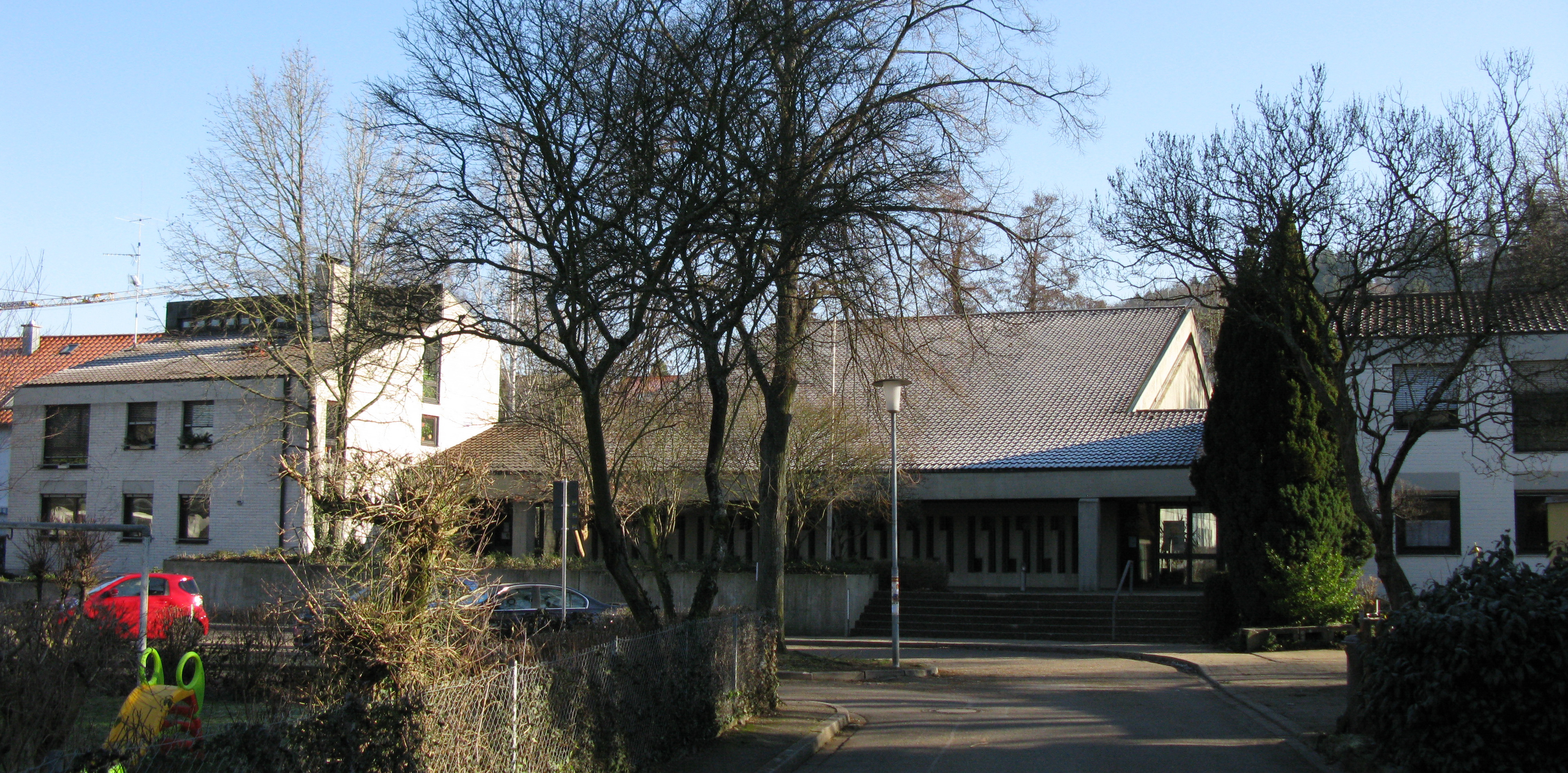
Evangelische Johanneskirche

Merzhausen blieb auch nach der Reformation römisch-katholisch. Die Pfarrkirche ist dem Heiligen Gallus geweiht. Die Pfarrgemeinde gehört zur Seelsorgeeinheit St. Georgen-Hexental im Dekanat Freiburg.
Erst durch die Zuwanderung von Heimatvertriebenen nach dem Zweiten Weltkrieg entstand eine evangelische Gemeinde, die Johannes-Gemeinde.
Im Jahre 1980/81 wurde am Nordhang des Schönbergs, unterhalb des Jesuitenschlosses die Schönstattkapelle errichtet. Der Grundstein, ein Stein vom Turm des Münsters, wurde während des Freiburger Katholikentages 1978 gesegnet. 1981 wurde die Kapelle vom damaligen Erzbischof Oskar Saier geweiht.
Im Jahre 1980 waren 57 % der Einwohner katholisch und 31 % evangelisch. Zum 30. Juni 2010 (4.861 Einwohner) waren in der Gemeinde Merzhausen 43,9 % katholisch, 24,8 % evangelisch, 30,9 % konfessionslos und 0,37 % Sonstige.

## Politik

### Gemeinderat
Die Kommunalwahl am 9. Juni 2024 führte bei einer Wahlbeteiligung von 73,8 % (2019: 72,4 %) zu folgendem Ergebnis:
| Partei / Liste | Stimmenanteil | +/− %p | Sitze | +/− |
| GRÜNE          | 41,5 %        | − 2,6  | 6     | ± 0 |
| CDU            | 22,2 %        | – 0,4  | 3     | ± 0 |
| SPD            | 15,5 %        | + 2,2  | 2     | ± 0 |
| FBG*           | 19,6 %        | – 0,3  | 3     | ± 0 |
| UB/ÖDP**       | 1,2 %         | + 1,2  | –     | –   |

+/−: Differenz zur vorigen Kommunalwahl 2019
* Freie Bürger-Gemeinschaft Merzhausen     ** Unabhängige Bürger/ÖDP

### Bürgermeister
Bürgermeisterin ist seit dem 11. April 2024 Melanie Kienle (parteilos). Sie wurde am 24. März 2024 mit 55,4 Prozent der Stimmen gewählt. Von 2009 bis 2024 war Christian Ante (parteilos) Bürgermeister der Gemeinde Merzhausen. Zuvor amtierte von 1993 bis 2009 Eugen Isaak (CDU).

### Wappen
Das Merzhauser Wappen zeigt auf silbernem (weißem) Grund einen rot bewehrten nach rechts gewendeten schwarzen Bären, Symbol für die Zugehörigkeit zum Kloster St. Gallen, der den waagerecht in Gold und Grün geteilten Wappenschild der Familie Schnewlin vor sich hält.

### Gemeindepartnerschaft
Mit Dardilly im Département Rhône (Frankreich) ist Merzhausen seit 1982 partnerschaftlich verbunden.

## Wirtschaft und Infrastruktur

### Wirtschaft
Die ungebundene Kaufkraft betrug 2005 pro Einwohner 20.871 €; es gibt in Baden-Württemberg lediglich vierzig Gemeinden, die eine höhere Kaufkraft haben. Außer einem Lebensmittel-Discounter im Norden und einem Vollsortimenter im Süden verfügt die Gemeinde über einige kleinere Einzelhandelsgeschäfte an der Hexentalstraße und in der Ortsmitte. Jeden Samstag ist auf dem Marktplatz vor dem Forum Merzhausen von 8 – 13 Uhr ein Wochenmarkt.
Von ehemals vier Weingütern gibt es 2020 noch zwei, die auf ca. 15 Hektar die Rebsorten Müller-Thurgau, Gutedel, Spät-, Grau- und Weißburgunder sowie Riesling anbauen. Eines davon bietet seit 2020 Solidarischen Weinbau an. Sieben gastronomische Betriebe, davon zwei mit Fremdenzimmern bieten ihre Dienste an. Selbst eine Brauerei findet sich am Ort.
Außer dem Bauunternehmen Moser sind überwiegend kleine und mittlere Betriebe im Bereich Handel, Handwerk und Dienstleistung sowie freie Berufe in Merzhausen vertreten. Im Wohn- und Gewerbegebiet Sauermatten im Nordwesten gibt es in einem früheren Squash-Center eine Zirkusschule und in einem ehemaligen Auktionshaus ein Tanz- und Kulturzentrum.

### Behörden
Bis 2005 gab es in Merzhausen einen eigenen Polizeiposten, welcher aufgelöst wurde. Die nächste Polizeidienststelle befindet sich in Freiburg-Haslach.

### Medien
Die Verwaltungsgemeinschaft Hexental gibt 14-täglich das Hexentäler Amtsblatt heraus, das kostenlos an alle Haushalte verteilt wird. Ferner erscheint alle zwei Jahre eine kostenlose Informationsbroschüre über die Verbandsgemeinden Hexental im A + K Verlag.

### Öffentliche Einrichtungen

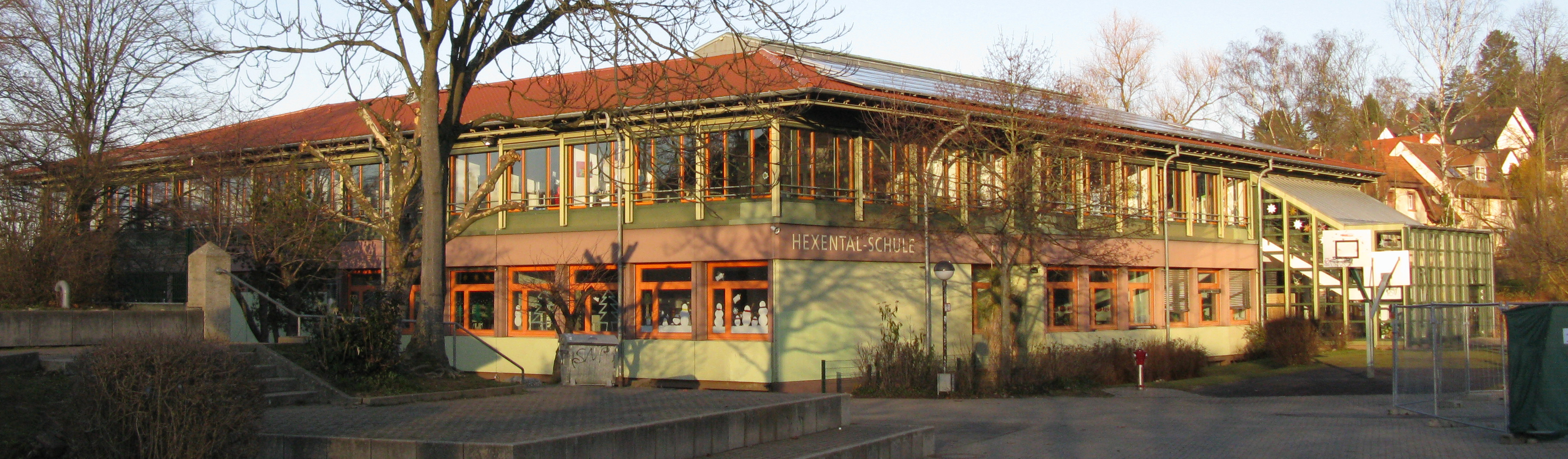
Alois-Rapp-Haus

Neben verschiedenen Kindergärten und -krippen verfügt Merzhausen über eine Grundschule (Hexentalschule) und verschiedene Privatschulen. Es gibt eine katholische öffentliche Bücherei und zwei Seniorenwohnanlagen und eine Pflegewohngruppe.
Der 2018 bis 2020 von K9 Architekten BDA DWB Borgards. Lösch. Piribauer aus rot eingefärbtem Sichtbeton errichtete Neubau des evangelischen Kindergartens im Anschluss an die Johanneskirche wurde mit der Hugo-Häring-Auszeichnung 2020 versehen.
Das Schulgebäude, welches bis 2011 auch eine Hauptschule enthielt, stand auf privatem Grund. In Anerkennung seiner Schenkung benannte die Gemeinde das Gebäude 2011 nach Alois Rapp. Die frei gewordenen Räume der Hauptschule bezogen örtliche Vereine.
Des Weiteren befinden sich eine Postagentur und ein Recyclinghof im Ort.
Merzhausen ist eine der wenigen Gemeinden ohne eigene Feuerwehr. Stattdessen übernimmt die Feuerwehr Freiburg die entsprechenden Aufgaben. Merzhauser Bürger können als Freiwillige Feuerwehrleute in der Abteilung Unterstadt der Feuerwehr Freiburg mitwirken.

### Weitere Institutionen
In Merzhausen befindet sich der Sitz der Zentrale für Unterrichtsmedien im Internet.

### Verkehr

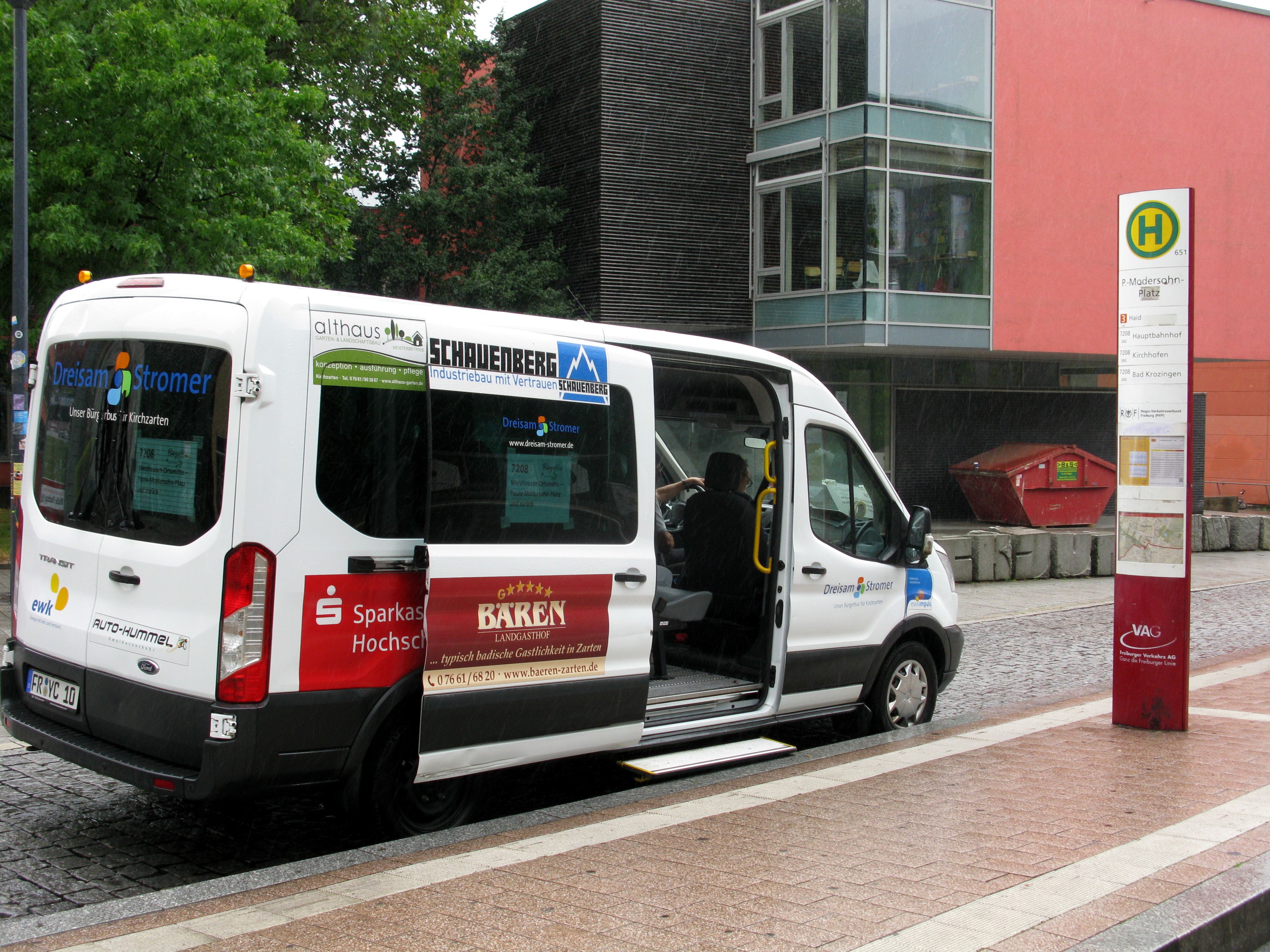
Der Bürgerbus in Freiburg-Vauban

Die Buslinie 7208 der Südbadenbus GmbH zwischen Bad Krozingen und Freiburg Hauptbahnhof fährt durchs Hexental und bindet Merzhausen in Freiburg-Vauban an das Freiburger Stadtbahnnetz an. Sie wird sonntags nachmittags durch einen Bürgerbus ergänzt. Merzhausen gehört zur Tarifzone Freiburg des Regio-Verkehrsverbundes Freiburg.
Seit 2021 ist Merzhausen mit einer Station in der Ortsmitte an das Freiburger Fahrradverleihsystem Frelo angeschlossen. Es besteht ein Radweg entlang der L 122, der Merzhausen über den FR 7 mit dem Vauban und der Wiehre verbindet und weiter ins Hexental nach Au und Wittnau führt. Parallel zur L 122 entlang des Lorettoberges verläuft ein für den Kfz-Durchgangsverkehr gesperrter Radweg über die Alte Straße und die Schlierbergstraße zur Unterwiehre, der auch im Zuge der mehrjährigen Sanierung der Ortsdurchfahrt Merzhausens als Umleitung genutzt werden kann.
Die L122 verbindet Merzhausen mit der Stadt Freiburg und den Gemeinden im Hexental. Seit August 2020 gibt es eine Ladesäule für Elektrofahrzeuge gegenüber dem Rathaus mit zwei Ladepunkten mit 22 Kilowatt Leistung.

## Kultur und Sehenswürdigkeiten

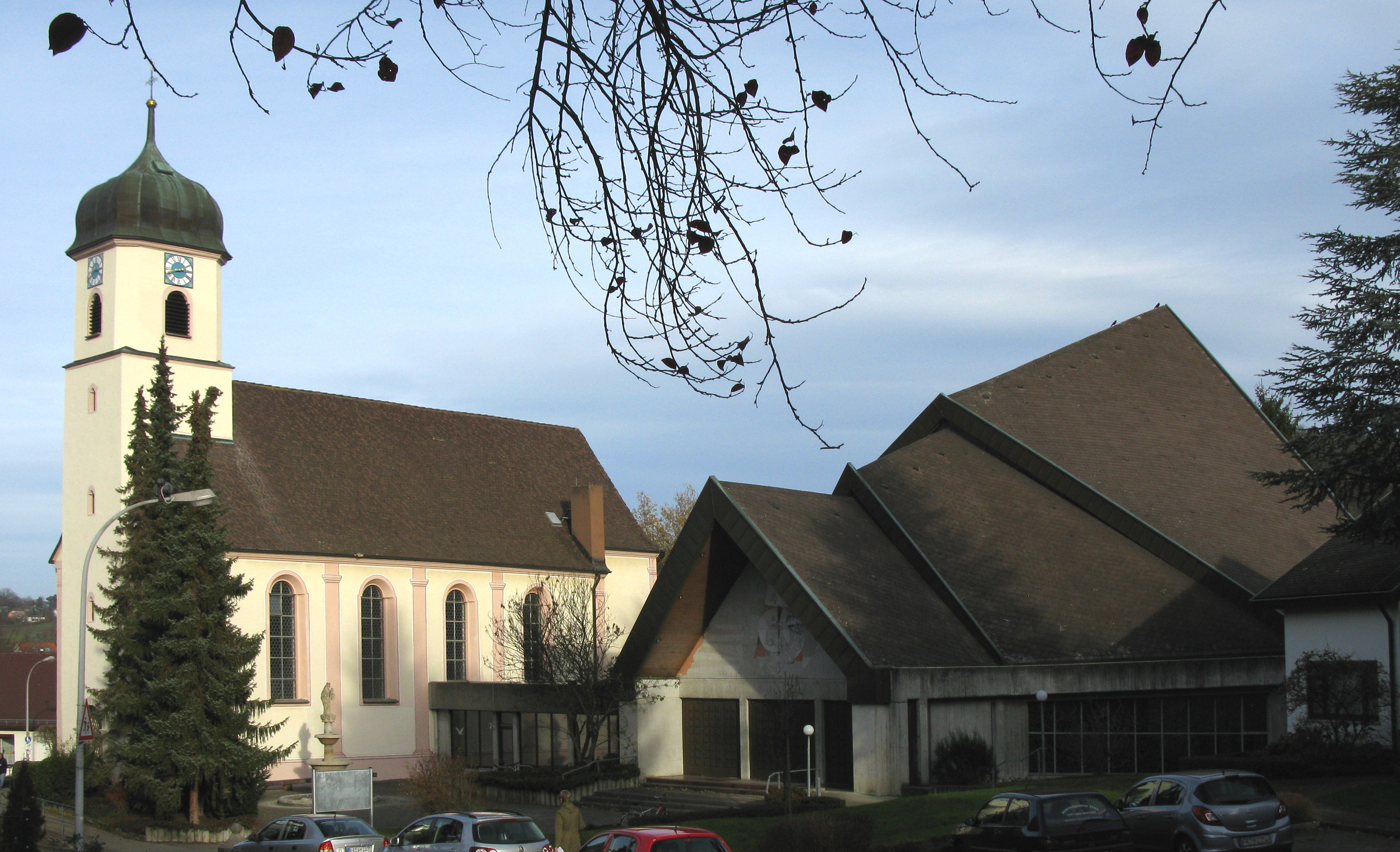
Kirche St. Gallus

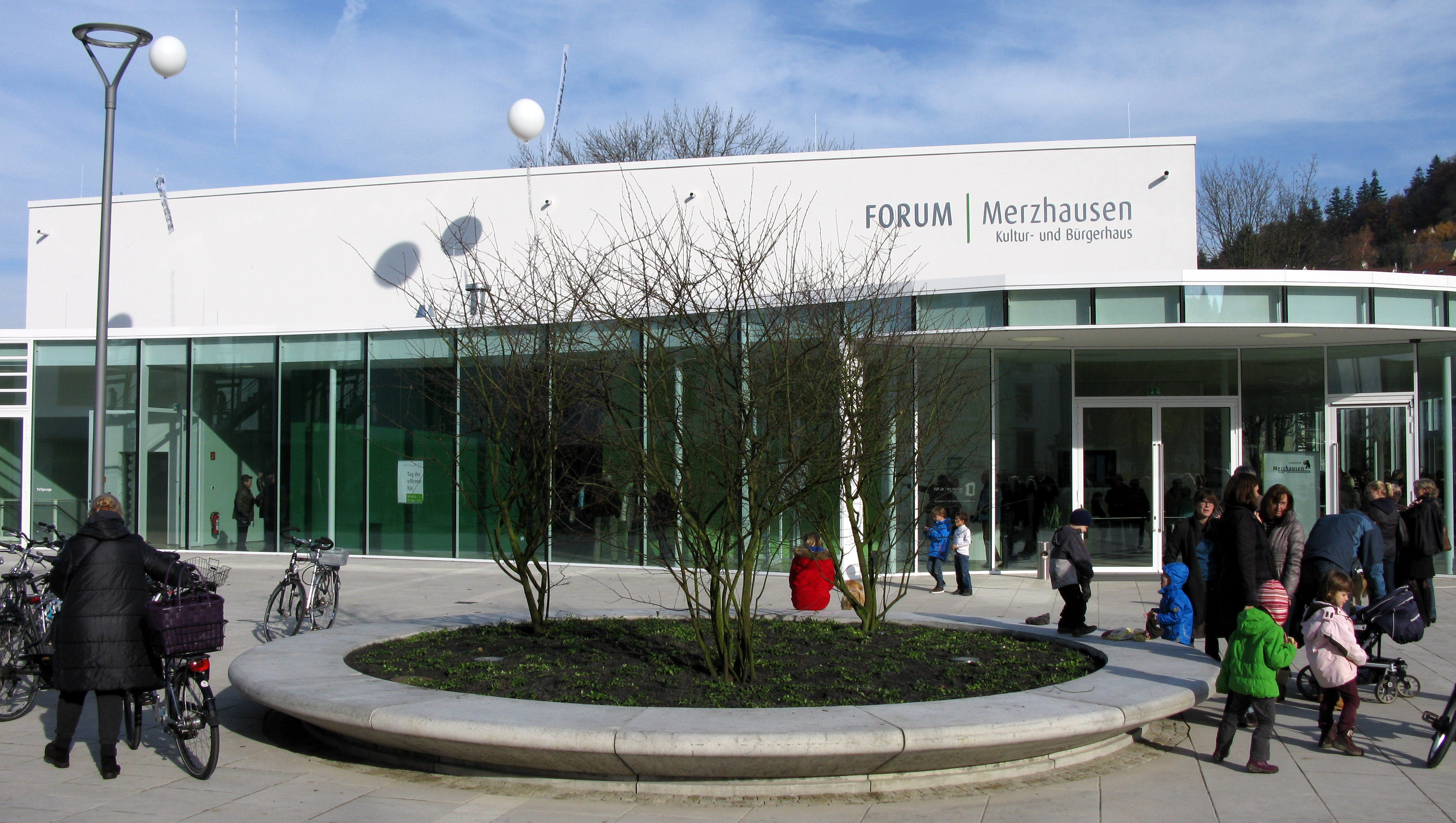
Forum Merzhausen

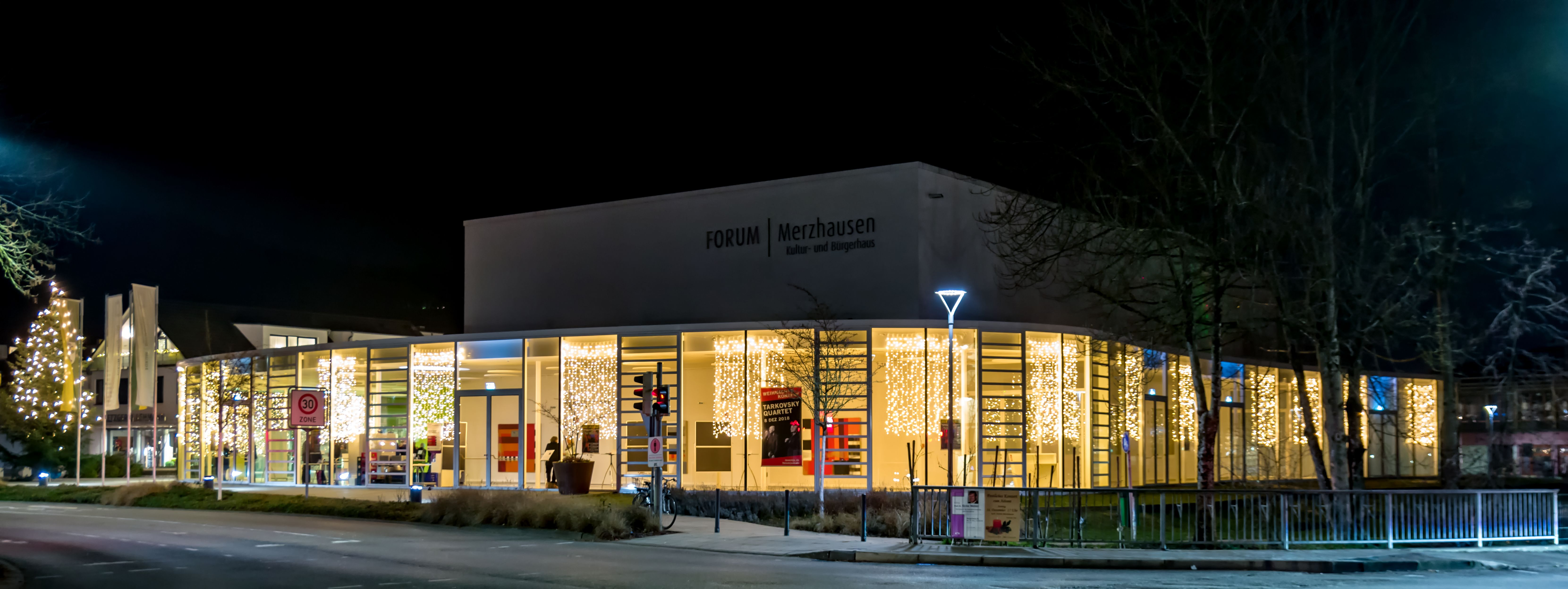
Das Forum Merzhausen bei Nacht

### Bauwerke
Die Kirche St. Gallus wurde erstmals 786 erwähnt. Die heute noch das Ortsbild prägende „Alte Kirche“ wurde 1759/60 erbaut. Neben diesem Gebäude wurde in den Jahren 1976 bis 1978 eine neue Kirche errichtet. Die Alte Kirche, mit dieser verbunden, wurde 1978 renoviert.
Das ehemalige Jesuitenschloss von 1666 erhielt 1727 seine heutige Gestalt und beherbergt neben dem Stiftungsweingut Freiburg eine Gaststätte. Im Dorfkern steht das Alte Schloss Merzhausen.
Das Forum Merzhausen (offizielle Schreibweise FORUM | Merzhausen) in der Ortsmitte ist ein Kultur- und Bürgerhaus und wurde im November 2012 fertiggestellt. Der gläserne Umgang umschließt einen kleinen Saal mit ca. 120 und einen separaten großen Saal mit 457 Plätzen. Der Bau, erstellt von hotz + architekten in Zusammenarbeit mit becker + haindl, Stuttgart, Freiburg, wurde 2014 mit der Hugo-Häring-Auszeichnung versehen.

### Sport, Erholung und Natur

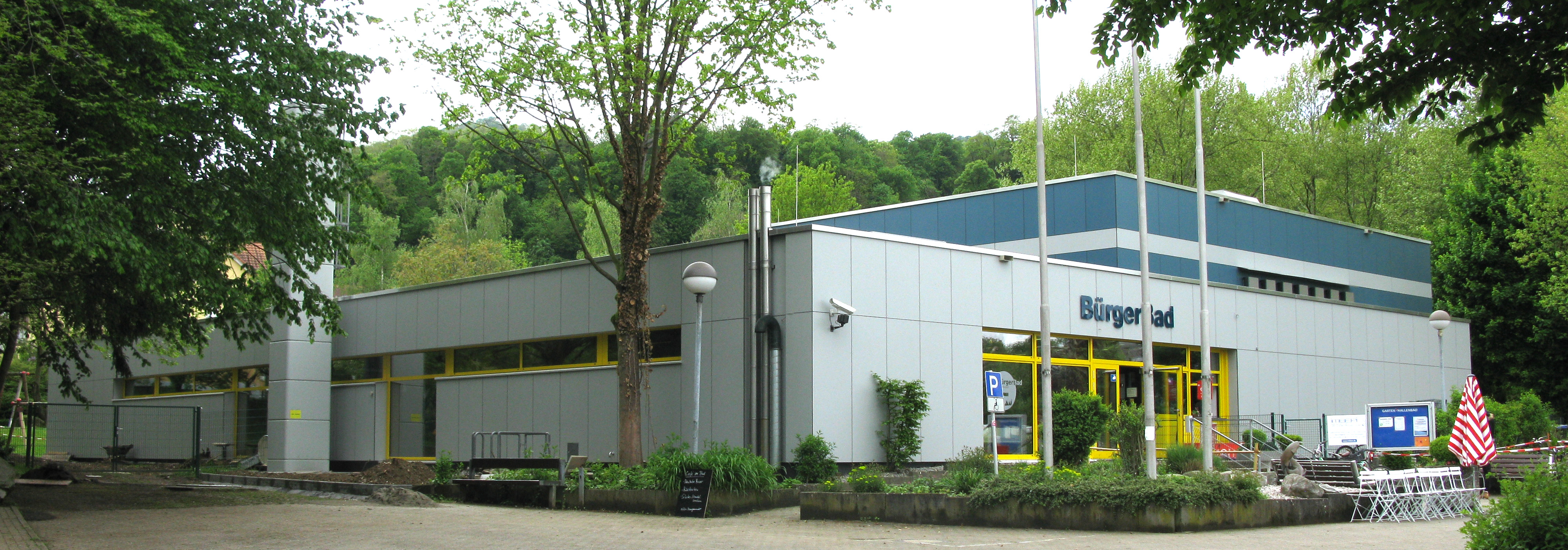
Bürgerbad Merzhausen

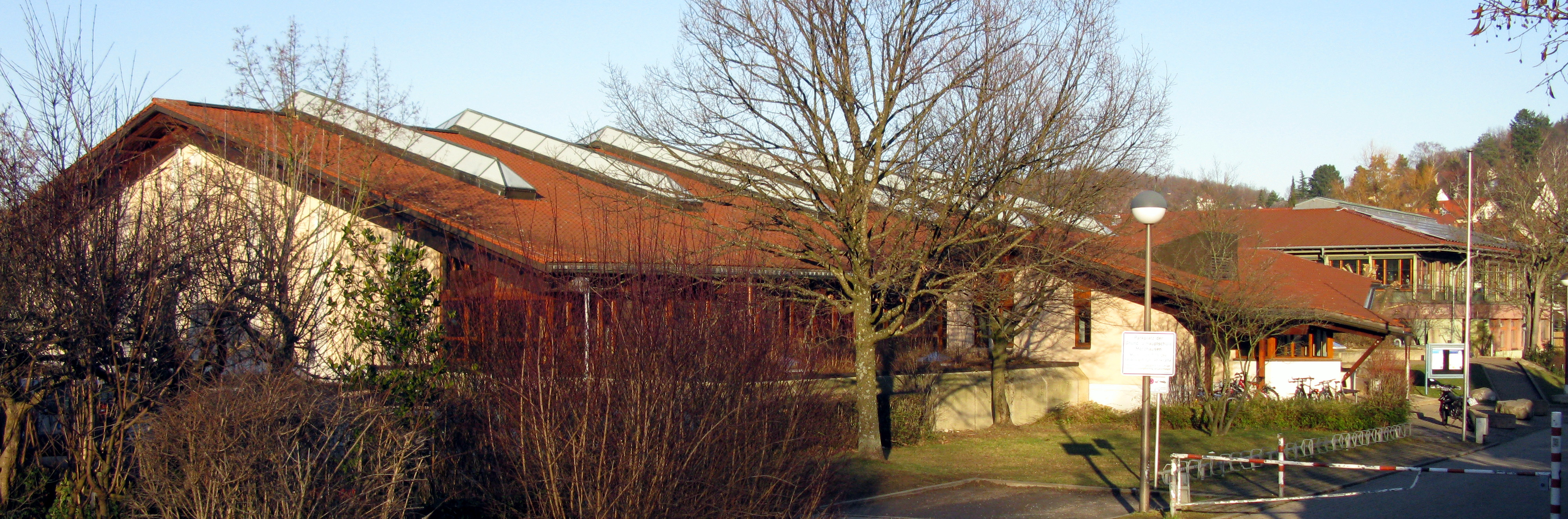
Sporthalle

Mit dem von Bürgern (gemeinnützig) betriebenen Bürgerbad gibt es in der Gemeinde ein Hallenbad mit Sauna, Liegewiese und Außenbecken für Kleinkinder sowie einem Café.
In der Ortsmitte befindet sich eine Sporthalle mit Beachvolleyballanlage sowie am renaturierten Dorfbach eine von ihm gespeiste Wassertretstelle. Im Süden an der Grenze nach Au liegen das Sportgelände des VfR Merzhausen, mit über 3500 Mitgliedern (Stand 2020) einer der größten Sportvereine in Südbaden, die Plätze des Tennisclubs Hexental sowie des Vereins für Familienhunde und Hundesport im DVG e. V. Merzhausen.
Merzhausen ist der Ausgangspunkt des historischen Bettlerpfads, einer heute als Wanderweg ausgewiesenen alten Wegeverbindung von Freiburg über Staufen im Breisgau und Sulzburg nach Badenweiler.
Für die Naturnähe des Dorfes spricht auch, dass 2015 erfolgreich brütende Waldohreulen in einem Garten am Schlossweg beobachtet und dokumentiert wurden.

### Veranstaltungen
Im Forum Merzhausen finden u. a. Konzerte und Ausstellungen wie Merzhausen im Dezember statt. Im Sommer gibt es einen Dorfhock und am Samstag vor dem 1. Advent einen Weihnachtsmarkt auf dem Marktplatz.

## Persönlichkeiten

### Söhne und Töchter der Gemeinde
- Wilhelm Franz (1859–1943), Anglist und Hochschullehrer
- Lambert Schill (1888–1976), Politiker (Zentrum, CDU), Landtagsabgeordneter, badischer Landwirtschaftsminister, Bundestagsabgeordneter und Ehrenbürger der Gemeinde
- Erwin Sumser (1891–1961), deutscher Arzt und Pionier des Naturschutzes

### Weitere Personen
- Bernhard Hassenstein (1922–2016), deutscher Verhaltensbiologe, Mitbegründer der Biokybernetik in Deutschland, lebte in Merzhausen.
- Konrad Hesse (1919–2005), Staatsrechtler und Richter des Bundesverfassungsgerichts, lebte zuletzt in Merzhausen.
- Kurt Heynicke (1891–1985), deutscher Schriftsteller, lebte von 1943 bis zu seinem Tode 1985 in Merzhausen und bekam 1974 die Verdienstmedaille der Gemeinde. Hier befindet sich auch das Kurt Heynicke Archiv.[28]
- Bertold Hummel (1925–2002), deutscher Komponist, lebte von 1932 bis 1956 in Merzhausen.
- Gustav Hummel (1881–1963), Oberlehrer, Organist und Chorleiter, lebte von 1932 bis zu seinem Tode 1963 in Merzhausen und wurde 1949 zum Ehrenbürger der Gemeinde ernannt.
- Joachim Löw (* 1960), ehemaliger Fußballnationaltrainer, lebt in Merzhausen.
- Hugo Ott (1931–2022), deutscher Historiker, lebte in Merzhausen.
- Helmut Schmidt-Vogt (1918–2008), deutscher Forstpraktiker und Forstwissenschaftler, lebte von 1969 bis zu seinem Tode 2008 in Merzhausen.
- Eugen Sumser (1930–2013), deutscher Gartenbau-Unternehmer und seit 1995 Ehrenbürger von Merzhausen